# Pseudocleobis morsicans
Pseudocleobis morsicans är en spindeldjursart som först beskrevs av Paul Gervais 1849.  Pseudocleobis morsicans ingår i släktet Pseudocleobis och familjen Ammotrechidae. Inga underarter finns listade i Catalogue of Life.